# 구스타우스 젬갈스
구스타우스 젬갈스(라트비아어: Gustavs Zemgals, 1871년 8월 12일~1939년 1월 6일)는 라트비아의 정치인으로, 제2대 라트비아의 대통령이다.

## 생애

### 젊은 시절
러시아 제국 쿠를란트 (지금의 라트비아 죽스테)에서 태어났다. 사카 교구의 초등학교에 진학하였고, 리가 니콜라이 학원에서 학업을 이어갔다. 1899년에는 모스크바 대학교 법학과를 졸업하였으며, 라트비아로 가서 변호사로 일하다 신문 편집장, 정치활동가가 되었다.
1904년 러일 전쟁 당시 젬갈스는 군 징집을 받아 전선으로 보내졌으며, 1년 반 동안 복무하다 대위로 진급하였다. 1905년 라트비아로 귀국한 뒤에는 진보성향의 일간지 〈야우나 디에나스 라파〉 (Jaunā Dienas Lapa)의 창간자 중 한 명이 되었고 편집장을 맡았다. 이후 해당 신문의 뒤를 잇는 '무수 라이키' (Mūsu Laiki)의 편집도 맡았다. 그러나 이때의 언론 활동으로 1907년 7월, 리가지구 법원이 젬갈스에게 3개월형을 선고해 투옥되기도 했다. 출소한지 얼마 지나지 않아 젬갈스는 여타 정치운동단체와 라트비아 민주당을 창당하였다. 1912년부터 1914년까지는 잡지 《도마스》(Domas)에서도 일하였다.

### 정계 입문과 대통령 재임
1914년 제1차 세계 대전이 발발하자 젬갈스는 다시 한번 징집되었고, 처음에는 라트비아 중부의 보병사단에 배치받았으나, 이후 핀란드로 갔다. 다시 라트비아로 귀국한 뒤 1917년 4월 23일에는 리가 시장으로 당선되었으며, 그해 가을 리가 임시시의회는 젬갈스를 다시 시장으로 추대하였다. 이때 당시 젬갈스는 라트비아 급진민주당에서 활동중이었다.
1918년부터는 라트비아 임시국가위원회에서 활동하게 되었으며, 라트비아의 영유권 주장 지역에 관한 직무를 맡게 되었다. 또 라트비아 급진민주당 소속으로서, 라트비아의 정당과 정치단체를 관할하는 타우타스 파도메 (인민의회)의 제2부의장이 되었으며, 라트비아의 독립을 선언했던 1918년 11월 18일 회의에서 의장을 맡았다. 1918년 12월 3일에는 리가 시의회 의장으로 당선됐다.
러시아의 볼셰비키 정권이 부상하고 라트비아로 영향력을 확대하려 하자, 타우타스 파도메는 라트비아 문제를 널리 알리기 위해 야니스 착스테와 젬갈스를 라트비아 대표로 임명해 해외에 파견하였다. 젬갈스는 여러 정부인사와 함께 영국 군함을 타고 코펜하겐으로 갔으나, 불과 2달 뒤 젬갈스는 고국으로 돌아와야 했다. 이후 타우타스 파도메를 다시 일으키기 위해 힘썼으나, 측근 동지들과 함께 독일군에게 체포되는 수모를 겪었다.
이후 라트비아 의회에 발을 들여 민주중앙당 소속 의원으로 활동하였으며, 역대 내각에서 여러 장관직도 맡았다. 1927년, 야니스 착스테 대통령 임기 중 사망하자, 라트비아의 대통령에 올랐다. 대통령 재임 당시 그는 딱 한 차례 입법 거부권을 행사한 것을 제외하고는 의회 입법에 간섭을 거의 하지 않았다. 하지만 젬갈스는 사면권은 자주 행사하였다. 재임 기간 동안에만 총 648명이 감형 및 사면됐으며 172명은 완전히 사면됐다. 1930년 대통령 임기가 종료되자 다시 대통령직을 맡아달라는 주변의 많은 요청에도 불구하고 재선을 포기하고 스스로 물러났다.

### 퇴임 이후
대통령직에서 물러난 뒤 젬갈스는 정계활동을 계속하였고 라트비아 의회의 제4대 국회의원으로 당선됐다. 이때 외무위원회, 재정위원회, 무역산업위원회의 위원을 맡았다. 1931년부터 1932년까지는 재무부장관도 역임하였다. 이후 1930년대에는 신문 〈야우나카스 지냐스〉(Jaunākās Ziņas)에 기사를 기고하였다.
1926년에는 라트비아 최고수훈장인 삼성훈장 3급을 수여받았으며, 1929년에는 가장 높은 삼성훈장 1급을 수여받았다. 1939년 1월 6일 사망하여 라트비아 리가에 뭍혔다, 1990년에는 그가 태어난 죽스테에 젬갈스 기념상이 세워졌다.